# Jesse Goossens
Jesse Goossens (Hilversum, 24 september 1969) is een Nederlandse schrijfster, vertaler, redacteur en uitgever bij Lemniscaat. Goossens schrijft (non-)fictie boeken voor kinderen en volwassenen. Ze werkt regelmatig samen met illustratoren, zoals Linde Faas, Marijke ten Cate en Marije Tolman.

## Biografie
Goossens werd geboren in Hilversum in 1969 en groeide op in Nieuw-Loosdrecht in de provincie Noord-Holland. Ze heeft een jongere broer en zus.
Ze ging naar school aan een Jenaplan-basisschool in Loosdrecht en daarna aan het Alberdingk Thijm College in Hilversum. In 1988 startte ze met de driejarige opleiding Nederlands aan de Universiteit Utrecht, die ze vervolgde aan de Universiteit van Amsterdam. Ze schreef in die periode een artikel over treinreizen in China, dat gepubliceerd werd in De Volkskrant, waarna uitgeverij Bzztôh haar vroeg een reisboek te schrijven, dat in 1994 uitkwam met de titel Met de trein door China. 
Na haar studie werkte Goossens enkele jaren bij uitgeverij Querido. Vervolgens was ze presentator en cultureel verslaggever bij verschillende radiozenders, zong en acteerde ze in Theater Tuschinski, was ze hoofdredacteur van de dagkrant van het Oeralfestival en fotografeerde ze op premières. Ondertussen bleef ze schrijven en verschenen haar tweede reisboek Azië op goed geluk (1997) en haar detectiveroman Laatste akte (2000).
In 2003 schreef Goossens Dit is theater voor uitgeverij Lemniscaat, een theatergeschiedenis. In diezelfde periode vertrok een non-fictieredacteur bij de uitgeverij, waardoor Goossens gevraagd werd in te springen. Sindsdien is ze blijven werken voor Lemniscaat en uiteindelijk werd ze uitgever, ook van de Britse tak van de uitgeverij.
Goossens is getrouwd en heeft twee dochters.

### Boeken
- Noord (2021)
- Spuitende slagaders & overstromende oceanen (2017)
- Het touwtje uit de brievenbus & katoren revisited (2017)
- Colafonteinen & spetterende verfbommen (2015)
- Springende pinguïns & lachende hyena's (2013)
- Duizend dingen over Nederland (2013) - Bekroond met de Glazen Globe (2013)
- It's a wonderful life (2011)
- Plastic soep (2009)
- In soutane op de motor. Verhalen van oud-missionarissen (2008)
- Right to play (2005)
- Vrouwen die de wereld veranderen (2004)
- Slow up! (2004)
- Dit is theater (2003)
- Tuschinski. Droom, legende en werkelijkheid. De geschiedenis van theater (2002)
- 20 jaar Oerol. Terschelling voor vogels (2001)
- Laatste akte (2000) - Genomineerd voor de Schaduwprijs
- Azië op goed geluk (1997)
- Met de trein door China (1994)

### Prentenboeken om te zingen
Lemniscaat geeft prentenboeken met songteksten uit, waarbij de kinderliedjes ook worden opgenomen, die Goossens regelmatig zelf inzingt.
- Alles in de wind, liedjes over varen en de zee (Mies van Hout)
- Daar buiten loopt een schaap, liedjes voor de allerkleinsten (Mies van Hout)
- In een blauwgeruite kiel, liedjes over varen op de zee (Mies van Hout)
- Joepie Joepie, liedjes en spelletjes voor de kleinsten (Marijke ten Cate)
- Op een grote paddenstoel, liedjes voor de kleinsten (Mies van Hout)
- Poesje mauw (Mies van Hout)
- Zie de maan schijnt door de bomen (Mies van Hout)